# Super Punch-Out!!
Super Punch-Out!! (スーパーパンチアウト！！ Sūpā Panchi-Auto!!?) är ett boxningsspel utvecklat och utgivet av Nintendo till SNES. Spelet släpptes den 14 september 1994 i Nordamerika och återutgavs 1996 i samma del av världen. Den 26 januari 1995 släpptes spelet i Europa till samma maskin, medan det 1998 släpptes i Japan till Nintendo Power Flash ROM. Spelet släpptes till Wiis Virtual Console i Europa den 20 mars 2009, i Nordamerika den 30 mars 2009 och i Japan den 7 juli 2009.

### Fotnoter
1. ↑  ”Super Punch-Out!!” (på svenska). Super Power (Solna: Atlantic) (8 1994). november 1994. Läst 22 april 2014.